# Clase November
Clase November es la clasificación de la OTAN del primer tipo de submarinos de propulsión nuclear de la Unión Soviética en abril de 1958. En la Unión Soviética, eran conocidos como Proyecto 627 en ruso проект 627 "Кит" (Ballena).

## Historia del diseño
El 12 de septiembre de 1952 el presidente del Consejo de Ministros de la URSS I. Stalin firmó un decreto "sobre el diseño y la construcción del objeto 627". Así comienzan las obras para la creación de un submarino de propulsión nuclear, que se suponía que era una respuesta a la construcción por EE. UU. submarino nuclear USS Nautilus.
Entre 1952 y 1958 más de 135 organizaciones soviéticas (20 oficinas de diseño, 35 institutos de investigación, 80 talleres) trabajaron en el diseño y construcción de este tipo de submarino completamente nuevo. El diseñador jefe fue V.N. Peregudov y supervisor del desarrollo el académico A.P. Alexandrov.
La armada de la URSS no estaba involucrada en el desarrollo de los submarinos del proyecto 627. Como cliente actuó el Primer Directorio Principal del Consejo de Ministros de la Unión Soviética, que consideraba este proyecto como un medio para transportar armas nucleares a las costas de los Estados Unidos. Así el diseño original contemplaba su empleo para destruir una base naval adversaria mediante un único torpedo T-15. Este torpedo tenía un diámetro de 1550 mm, una longitud de 23 500 mm, un alcance de 40 a 50 km y una cabeza de combate termonuclear de 100 megatones. Para su defensa llevaba dos tubos lanzatorpedos de 553 mm que solo se podían recargar en puerto. Pero después de escuchar a los especialistas navales se cambió su misión por una más tradicional de ataque a navíos y cargueros a lo ancho del océano. Para esta nueva misión se instalaron ocho tubos lanzatorpedos de 553 mm en vez de lo proyectado anteriormente. Estos submarinos eran capaces de disparar los torpedos desde 100 m de profundidad.

## Construcción
El primer submarino del proyecto 627 entró en servicio en 1957. Fueron construidos en paralelo una serie de 12 barcos del proyecto 627A. Durante el proceso de construcción se introdujeron mejoras significativas, sobre todo en el sentido de aumentar la fiabilidad de la central principal.

## Disposición
A diferencia del Nautilus, que era de la forma tradicional de los submarinos en esas fechas, el proyecto 627 fue concebido con una forma optimizada para la navegación sumergido. La proa tenía forma redondeada de arco de elipse. En la mayor parte de la longitud el casco era de forma cilíndrica con una vela hidrodinámica poco gruesa bastante cerca de la proa y una popa pronunciada. Dos hélices colocadas en el plano horizontal. Esta diferencia se debe a que los EE. UU. probaron la propulsión nuclear en un submarino de forma convencional a la par que probaron una forma en un submarino diésel, el USS Albacore.
Eran submarinos de doble casco y disponían de nueve compartimentos. De proa a popa. 
1. Sala de torpedos
2. Alojamiento y baterías
3. Puente de mando
4. Motores auxiliares diésel y generadores
5. Sala de reactores
6. Sala de turbinas
7. Electromecánica
8. Alojamiento
9. Sección de popa

Tres de los compartimentos equipados con mamparos capaces de resistir una presión de 10 atm. se podían emplear como refugio.

### Morfología
Se tomaron medidas para disminuir el ruido: Al casco se le dio forma hidrodinámica, se limitó el número de imbornales en el mismo y se recubrió con un aislante acústico. Se aisló las vibraciones de la maquinaría, y se diseñaron las hélices de forma especial. Pero a pesar de ello eran más ruidosos que los submarinos diésel y los submarinos nucleares de EE. UU. El motivo de debe a los reactores nucleares; los soviéticos eran más compactos y potentes, pero sus vibraciones eran más pronunciadas. Sin embargo a pesar de su ruido y que el equipo hidroacústico no estaba destinado a la caza submarina, y poseía una capacidad limitada, ni siquiera los entonces nuevos submarinos americanos de ataque de bajo nivel de ruido de la clase Thresher podrían proporcionar un seguimiento continuo de esta primera generación de submarinos soviéticos de propulsión nuclear.

### Planta motriz
Con el fin de mejorar la fiabilidad se duplicaron toda la maquinaria principal. Disponía de dos hélices y dos reactores nucleares refrigerados por agua modelos VM-A. Pero la fiabilidad de esta planta motriz resultó relativamente baja debido a la corta vida de servicio de los generadores de vapor. Después de varios cientos de horas de operación los generadores de vapor desarrollaban fisuras por lo que parte del refrigerante del circuito principal pasaba al secundario lo que provocaba un aumento del nivel de radiactividad en este circuito. Los problemas con la maquinaria fueron la razón principal por la que los submarinos Proyecto 627/627A no se utilizaron durante la Crisis de los Misiles de Cuba en el otoño de 1962. La fiabilidad de los generadores de vapor mejoró en el transcurso de la construcción de nuevos submarinos de la misma serie, al igual que el manejo de problemas técnicos y capacitación de las tripulaciones, por lo que comenzaron a realizar con frecuencia cruceros bajo el hielo del Ártico y misiones de patrulla para localizar buques nucleares en el océano Atlántico en la década de 1960. A pesar de la opinión común acerca de los peligros de la radiación en los primeros November, los niveles de la radiación de fondo en los compartimientos se solía ser normal debido al blindaje contra las radiaciones relativamente eficaz del hierro y el agua del compartimento del reactor y la vigilancia de la radiación.
El aumento de la velocidad sumergido hizo necesaria la utilización de sistemas de control automático: para estabilizar el rumbo el sistema «Курс», ("Kurs"), y para estabilizar la profundidad: el sistema «Стрела», ("Strela").

### Habitabilidad
Un problema importante era las condiciones de trabajo regular durante una larga estancia bajo el agua sin contacto con la atmósfera y la proximidad de reactores nucleares en funcionamiento. Para solucionarlo se empleó un complejo sistema de aire acondicionado y ventilación. Pero el sistema para absorber el dióxido de carbono y reciclar el oxígeno resultó ser inflamable. Esto se convirtió en una fuente de frecuentes problemas y varios desastrosos incendios, en particular, el K-8 se perdió debido a ráfagas de fuego de aire de regeneración.

## Variantes
El primer submarino de la clase (proyecto 627), K-3 "Leninskiy Komsomol" activo por primera vez la energía nuclear el 4 de julio de 1958, y también se convirtió en el primer submarino soviético en alcanzar el Polo Norte en julio de 1962, cuatro años después del USS Nautilus. El primer comandante del K-3 fue el capitán de primero rango L.G. Osipenko (futuro almirante y héroe de la Unión Soviética).

fig 21. Proyecto 627
Después del K-3 se introdujeron modificaciones en el diseño - proyecto 627A del que se construyeron 12 submarinos. Estas variaciones también se aplicaron al K-3. Las principales diferencias visuales del proyecto 627A eran una cúpula de sonar de proa en la quilla y una antena de hidrófono en los tubos lanzatorpedos. Entre 1956 y 1957 se trabajó en el diseño del proyecto P627A armado con el sistema de misiles nucleares de crucero P-20, pero no se canceló, y los equipos y los mecanismos se utilizaron para construir un submarino de ataque de proyecto 627A normal, el submarino K-50).

fig 2. Proyecto 627A
Se realizó otra modificación del proyecto original, el proyecto 645. Solo afecto a buque, el submarino K-27, botado el 1 de abril de 1962. Se construyó para emplear un par de reactores refrigerados por metal líquido, modelo VT-1. Existían algunas diferencias adicionales el proyecto 627 y 627A: eran tres metros más largo, la forma de cono la proa del casco, nuevas aleaciones de acero antimagnético, la configuración algo diferente de los compartimentos, un mecanismo de carga rápida para cada tubo lanzatorpedo (por primera vez en el mundo ). Un reactor refrigerado por metal líquido tiene una mejor eficiencia que un reactor de refrigerado por agua el mantenimiento técnico de reactores en la base naval es mucho más complicado se necesita un sistema auxiliar para mantener el refrigerante a cierta temperatura aunque el reactor está apagado porque sino corre el peligro de congelarse, solidificarse. 

fig 3. Proyecto 645

Además el diseño del proyecto 627 fue la base posteriormente para los submarinos nucleares armado con proyectiles balísticos clase Hotel,.

## Historial de servicios

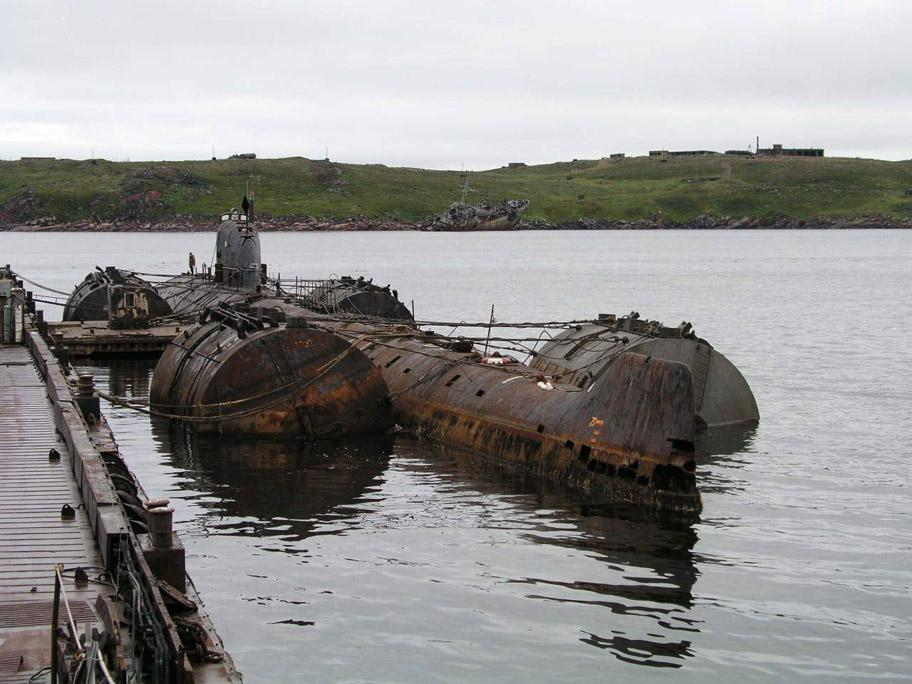
El submarino K-159 ya dado de baja (rebautizado como B-159 en 1989) en la bahía de Gremikha del mar de Barents, 28 de agosto de 2003, listo para remolcar al astillero para su desguace. Se hundiría durante ese viaje.

La clase November sirvió en la Marina soviética en la Flota del Norte (en la 3 ª división de submarinos, más tarde en 17 ª división de submarinos). Cuatro de ellos K-14, K-42, K-115 y K-133 fueron trasladados a la Flota del Pacífico en la década de 1960. el K-14, K-42 y K-115 realizaron la travesía bajo el hielo del Ártico, mientras que el K-133 transferido a Extremo Oriente por la ruta sur a través del Estrecho de Drake (que cubre 21.000 millas durante 52 días de funcionamiento sumergido). 
Los barcos sobrevivientes fueron retirados entre 1986 y 1990. Varios de ellos ya han sido desguazados. Todos los sobrevivientes siguen siendo puesta-para arriba cascos en las bases navales de Rusia (K-14, K-42, K-115 y K-133 de la Flota del Pacífico, K-11 y K-21 de la Flota del Norte). Hay planes para convertir el primer submarino de la clase, el K-3, en una nave del museo de San Petersburgo de forma similar a USS Nautilus, pero el casco del submarino permanece en Polyarny debido a razones económicas y a la oposición de algunas organizaciones ecologistas.

## Unidades integrantes
La clase November la formaron 14 (1 + 12 + 1) submarinos: Proyecto 627 (K-3 "Leninskiy Komsomol"), 627A Proyecto (K-5, K-8, K-11, K-14, K-21, K-42 "Rostovskiy Komsomolets", -50 K, K-52, K-115, K-133, K-159, K-181), Proyecto 645 (K-27). K es la abreviatura de Kreyserskaya podvodnaya lodka (literalmente "crucero submarino").

## Comparativa
Los principales adversarios del proyecto 627 (A) fueron los diseños de EE. UU.: "Nautilus" , "Skate" , "Skipdzhek" . Los "Nautilus" y "Skate" fueron construidos antes que el Proyecto 627 (años 1955-1958) había una serie de ventajas de este último en velocidad, armamento y profundidad de inmersión. Comparándolo con los barcos construidos al mismo tiempo, la clase de "Skipdzhek", el Proyecto 627 son buques más grandes, todavía estaban mejor armados, no inferiores en velocidad, pero eran más ruidosos.